# David Ivry
David Ivry (en hebreo: דוד עברי‎; Tel Aviv, 1934) político y militar israelí. Entre 2000 y 2002, fue el embajador de su país en los Estados Unidos, y el noveno comandante de la Fuerza Aérea Israelí (FAI).
En 1999,  fue nombrado primer director del Consejo Nacional de Seguridad israelí. Desde 2003 es el vicepresidente de Boeing Internacional y presidente de Boeing Israel.

## Biografía
Ivry nació en 1934 en Tel Aviv, en aquel entonces parte del Mandato británico de Palestina. En 1952 fue reclutado en la Fuerza Aérea Israelí, donde ejerció como piloto de un P-51 Mustang. En 1956 fue enviado a un curso de instrucción de vuelo en el Reino Unido, y se convirtió en el comandante de la escuela de instrucción de vuelo en la Base Aérea de Tel Nof. Participó en la Guerra del Sinaí, pilotando un Dassault MD 450 Ouragan. En 1959, salió eyectado de su Dassault Super Mystère durante un enfrentamiento contra un MiG-17 egipcio. En 1962, fue comandante del primer escuadrón israelí del Dassault Mirage. Durante la Guerra de los Seis Días, Ivry sirvió como piloto del Mirage y comandante del Dassault MD 454 Mystère IV.
De octubre de 1977 hasta diciembre de 1982,  ejerció como el noveno comandante de la FAI. Mientras estaba a la cabeza, las bases de kla FAI fueron trasladadas desde el Sinaí al Néguev, la fuerza aérea participó en la Operación Litani y en la Operación Ópera. Estuvo al mando de la Operación Mole Cricket 19, durante las etapas iniciales de la Guerra del Líbano de 1982.
El 2 de septiembre de 2003, Boeing nombró a Ivry como vicepresidente de Boeing Internacional y presidente de Boeing Israel. Representa los intereses de la compañía y coordina las actividades de la empresa en Israel.